# La Crosse (Virgínia)
La Crosse é uma cidade  localizada no estado norte-americano de Virginia, no Condado de Mecklenburg.

## Demografia
Segundo o censo norte-americano de 2000, a sua população era de 618 habitantes.
Em 2006, foi estimada uma população de 598, um decréscimo de 20 (-3.2%).

## Geografia
De acordo com o United States Census Bureau tem uma área de
3,0 km², dos quais 3,0 km² cobertos por terra e 0,0 km² cobertos por água. La Crosse localiza-se a aproximadamente 145 m acima do nível do mar.

## Localidades na vizinhança
O diagrama seguinte representa as localidades num raio de 28 km ao redor de La Crosse.